# اسرار الشهادة
اکسیر العبادات فی اسرار الشهادات اثر فاضل دربندی است. این کتاب اسرار الشهادة هم خوانده می‌شود. در این کتاب ابعادی از مقتل حسین بن علی در چهل و چهار مجلس بیان می‌شود و دارای دوازده مقدمه است. آقابزرگ تهرانی و مرتضی مطهری بر آن نقدهایی وارد کرده‌اند.